# Olle Ljungdahl
Olle Mauritz Ljungdahl, född 11 maj 1911 i Karlstads stadsförsamling, Värmlands län, död 11 juli 1982 i Karlstads domkyrkoförsamling, Värmlands län, var en svensk domkyrkoorganist.

## Biografi
Ljungdahl, som var son till möbelsnickare Hugo Ljungdahl och Frida Andersson, avlade studentexamen 1932, högre organistexamen 1933, högre musiklärarexamen och kyrkosångarexamen 1935. Han var extra musiklärare i Karlstads folkskoleseminarium 1937–1938 och 1939–1940, musiklärare vid Örebro högre allmänna läroverk för flickor 1939–1943, vid högre allmänna läroverket i Karlstad 1943 och domkyrkoorganist i Karlstad från 1953. Han höll konserter i Sverige, Danmark, Norge och Finland (även i radio). Han var dirigent i sångföreningen Manhem i Karlstad 1937–1951, grundare och ledare av Karlstads motettsällskap från 1943, förste förbundsdirigent i Värmlands sångarförbund 1943–1953, Karlstads stifts kyrkosångsförbund från 1953, styrelseledamot i Värmlands musikcirkelförbund 1942, ledamot av Sveriges kyrkosångsförbunds centralstyrelse 1953 och Sveriges kyrkliga studieförbunds musikkommitté 1958. 1967 mottog han, som första musiker, Frödingstipendiet. Från pensioneringen som domkyrkoorganist 1974 fram till 1981 verkade han som lärare vid Geijerskolan.